# جونگ می-کیونگ
جونگ می-کیونگ (انگلیسی: Jeong Mi-kyeong؛ زادهٔ ۲۳ دسامبر ۱۹۶۵) بازیکن زن بسکتبال اهل کره جنوبی بود. وی در بازی‌های المپیک تابستانی ۱۹۸۸ شرکت کرده‌است.